# Bruce Furniss
Bruce MacFarlane Furniss (ur. 27 maja 1957 we Fresno) – amerykański pływak. Dwukrotny złoty medalista olimpijski z Montrealu.
Specjalizował się w stylu dowolnym, preferował średnie dystanse. W Montrealu zwyciężył na 200 metrów kraulem i w sztafecie 4 × 200 metrów. Rok wcześniej na mistrzostwach świata wywalczył dwa srebrne medale w konkurencjach indywidualnych oraz złoto w sztafecie. Kolejne zdobył na MŚ 78. Dziesięć razy poprawiał rekordy świata.
Jego brat Steve był brązowym medalistą igrzysk w Monachium.

## Starty olimpijskie (medale)
Montreal 1976
- 200 m kraulem, 4 × 200 m kraulem –  złoto